# Джексон, Виллем
Виллем Джексон (англ. Willem Jackson; род. 26 марта 1972, Блумфонтейн) — южноафриканский футболист, который выступал на позиции защитника.

## Клубная карьера
Профессиональную карьеру начал в 1990 году в клубе «Блумфонтейн Селтик». За 6 лет в клубе из родного города, Джексон сыграл в 139 матчах и забил 21 гол. В 1996 году подписал контракт с «Орландо Пайретс». В составе «пиратов» он неоднократно становился национальным чемпионом и обладателем национального кубка. С 2004 по 2007 года был игроком «Сильвер Старс», но в 2007 году клуб сменился владелец и название на «Платинум Старс». В 2009 году в рюстенбургском клубе завершил карьеру футболиста.

## Карьера в сборной
Дебют за национальную сборную ЮАР состоялся 11 октября 1997 года в товарищеском матче против сборной Франции. Был в составах сборной на Кубке конфедераций 1997 в Саудовской Аравии, на Кубке африканских наций 1998 в Буркина-Фасо, где сборная взяли серебряные медали, и на Чемпионате мира 1998 во Франции (сыграл в матчах против хозяев турнира и Саудовской Аравии). Всего Джексон сыграл за сборную 17 матчей.